# Chaptalia cipoensis
Chaptalia cipoensis là một loài thực vật có hoa trong họ Cúc. Loài này được Roque mô tả khoa học đầu tiên năm 2005.